# Lepidonotus spiculus
Lepidonotus spiculus är en ringmaskart som först beskrevs av Treadwell 1906.  Lepidonotus spiculus ingår i släktet Lepidonotus och familjen Polynoidae. Inga underarter finns listade i Catalogue of Life.